# Imre Ámos
Pour les articles homonymes, voir Ámos.
Dans le nom hongrois Ámos Imre, le nom de famille précède le prénom, mais cet article utilise l’ordre habituel en français Imre Ámos, où le prénom précède le nom.
Imre Ámos, né en 1907 à Nagykálló et mort en 1944 ou 1945 à Ohrdruf, en Allemagne, est un peintre hongrois.
De 1929 à 1935 il fut l’élève de Gyula Rudnay à l’Académie des beaux arts de Budapest. Il a épousé la peintre Margit Anna.
Sa peinture était influencée par József Rippl-Rónai et Róbert Berény. Étant d’origine juive, il fut déporté dans un camp de travail en Voïvodine avant d’être envoyé sur le front de l’Est.

## Galerie photographique

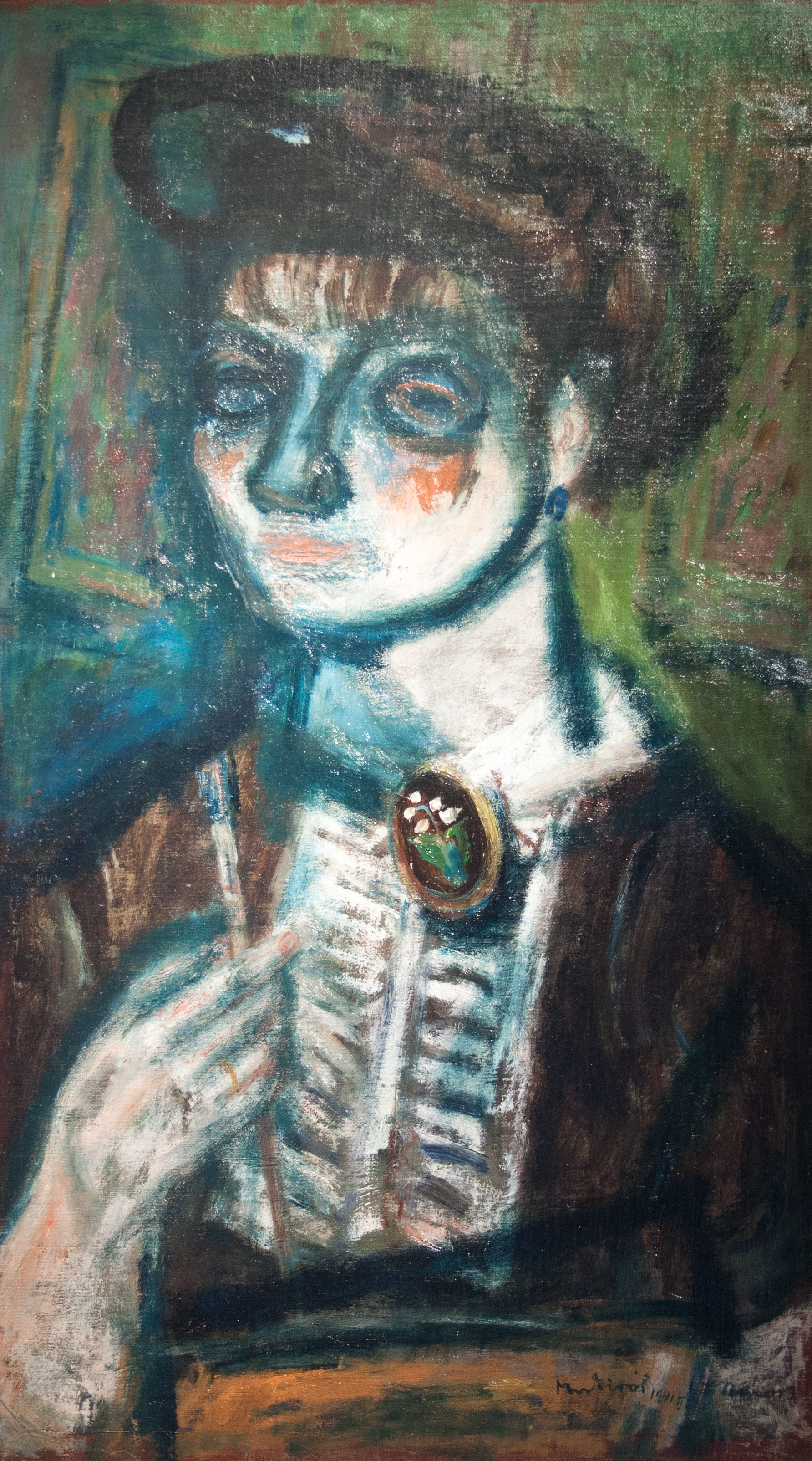
Portrait de Margit Anna
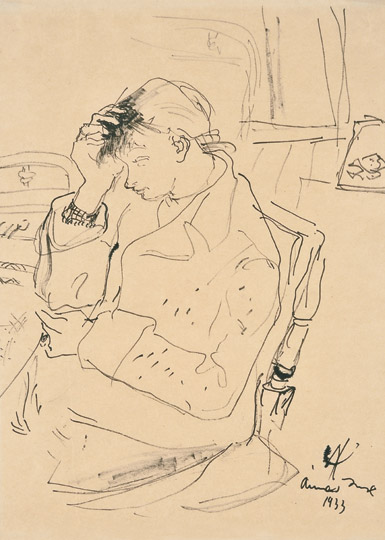
Margit Anna lisant
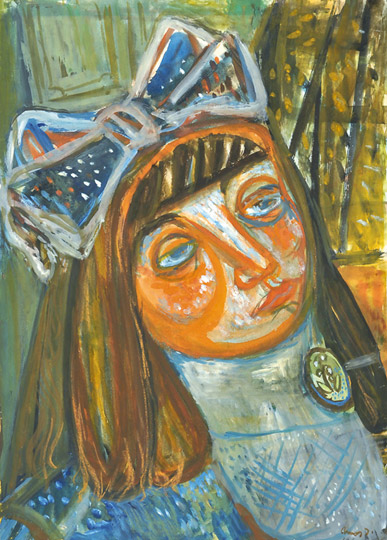
Margit Anna avec un ruban bleu et un médaillon vert
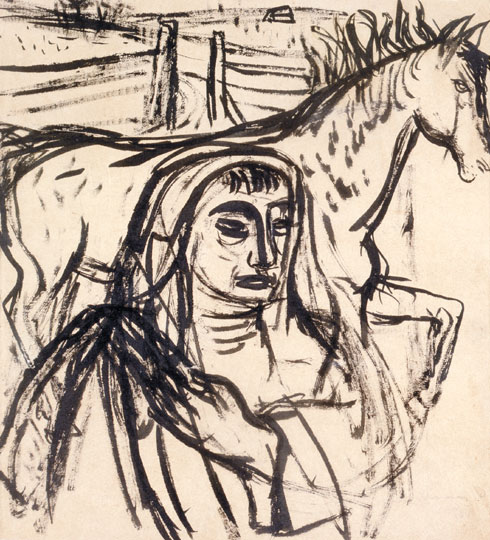
Pensées
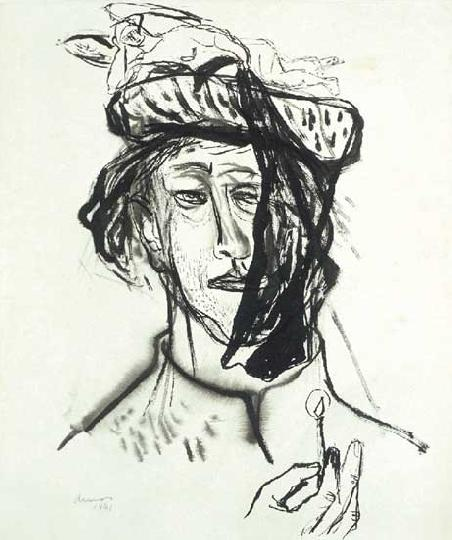
Autoportrait avec ange